# 1958 год в музыке

## События
- Начали выпускать серию гитар Flying V и Explorer
- Группа The Quarrymen записывает свою первую демо-пластинку с песнями «That’ll Be the Day» и «In Spite of All the Danger».

### Награды
- «Грэмми» за альбом года — Генри Манчини за звуковую дорожку к телесериалу «Питер Ганн»
- «Грэмми» за запись года — Доменико Модуньо за «Volare»
- «Грэмми» за песню года — «Volare»

## Выпущенные альбомы
- Ray Charles at Newport (Рей Чарльз)
- Yes Indeed (Рей Чарльз)
- Soul Brother (Рей Чарльз)
- In Rio (Мишель Легран)
- Legrand Jazz (Мишель Легран)
- Ella Swings Lightly (Элла Фицджеральд)
- The Irving Berlin Songbook (Элла Фицджеральд)
- Louis Armstrong and Ella Fitzgerald - Porgy & Bess (Луи Армстронг)
- One Dozen Berrys (Чак Берри)
- Come Fly with Me (Фрэнк Синатра)
- Sings for Only the Lonely (Фрэнк Синатра)
- Elvis' Golden Records (Элвис Пресли)
- C'est ca (Шарль Азнавур)

## Лучшие песни года(ритм-энд-блюз, рок-н-ролл)
- «Johnny B. Goode» (Чак Берри)
- «Summertime Blues» (Эдди Кокран)
- «Good Golly Miss Molly» (Литл Ричард)
- «All I Have to Do Is Dream» (Братья Эверли)
- «Rave On» (Бадди Холли)
- «Sweet Little Sixteen» (Чак Берри)

## Продажи
- Самый продаваемый сингл в США (Billboard Hot 100) — «All I Have to Do Is Dream» (Братья Эверли)
- Самый продаваемый сингл в Великобритании — «Jailhouse Rock» (Элвис Пресли)
- Самый продаваемая пластинка в СССР — «Я люблю тебя, жизнь» (Марк Бернес)

## Родились

### Январь
- 1 января — Grandmaster Flash — американский исполнитель хип-хопа и диджей, лидер группы Grandmaster Flash and the Furious Five
- 15 января — Юрий Алябов (ум. 2017) — советский, молдавский и российский композитор и аранжировщик

### Февраль
- 18 февраля — Гар Самуэльсон (ум. 1999) — американский рок-музыкант, барабанщик группы Megadeth
- 21 февраля — Стив Найив[англ.] — британский музыкант и композитор, клавишник группы Elvis Costello & the Attractions

### Март
- 2 марта — Сергей Селюнин (ум. 2021) — советский и российский рок-музыкант, автор и исполнитель песен, лидер группы «Выход»
- 9 марта — Кристиан Фужерон[фр.] — французский певец и музыкант, вокалист и гитарист группы Raft
- 13 марта — Чала Муана (ум. 2022) — певица и танцовщица из Демократической Республики Конго
- 27 марта — Николай Сухоручкин (ум. 2020) — советский и российский танцовщик

### Апрель
- 11 апреля
  - Николай Арутюнов (ум. 2021) — советский и российский певец, композитор и музыкант, вокалист группы «Лига блюза»
  - Анна Гаврилец (ум. 2022) — советский и украинский композитор и музыкальный педагог
  - Вячеслав Кобрин (ум. 2016) — советский и российский музыкант, основатель, вокалист и гитарист группы «Рок-Сентябрь»
- 15 апреля — Бенджамин Зефанайя (ум. 2023) — британский писатель, поэт и музыкант
- 20 апреля — Насер Кульсариев (ум. 2002) — советский и казахский бард и композитор
- 24 апреля — Пьер Шотт — французский певец и музыкант, вокалист, гитарист и басист группы Raft

### Май
- 20 мая — Джейн Уидлин — американская певица, музыкант и автор песен, основательница и гитаристка группы The Go-Go’s
- 24 мая — Александр Куимов (ум. 2021) — советский и российский артист балета и педагог
- 30 мая — Мари Фредрикссон (ум. 2019) — шведская певица, музыкант и автор песен, вокалистка группы Roxette

### Июнь
- 7 июня — Принс (ум. 2016) — американский певец, музыкант и автор песен
- 26 июня — Михаил Огородов (ум. 2017) — советский и российский композитор, певец и музыкант

### Июль
- 12 июля - Валерий Кипелов —советский и российский рок-музыкант, фронтмен группы Кипелов
- 23 июля — Марат Гареев (ум. 2023) — советский и российский оперный певец (тенор)
- 31 июля — Билл Берри — американский музыкант, барабанщик группы R.E.M.

### Август
- 7 августа — Брюс Дикинсон — британский певец и автор песен, вокалист группы Iron Maiden
- 11 августа — Олег Парастаев (ум. 2020) — советский и российский рок-музыкант и автор песен, клавишник группы «Альянс»
- 16 августа — Мадонна — американская певица, танцовщица и автор песен
- 17 августа
  - Белинда Карлайл — американская певица, вокалистка группы The Go-Go’s
  - Карло Убальдо Росси[итал.] (ум. 2015) — итальянский композитор и музыкальный продюсер
- 24 августа — Сельма Рейс[порт.] (ум. 2015) — бразильская актриса и певица
- 29 августа — Майкл Джексон (ум. 2009) — американский певец, автор песен и танцор

### Сентябрь
- 1 сентября — Арми Аавикко (ум. 2002) — финская модель и певица
- 18 сентября — Рашид Таха (ум. 2018) — алжирский и французский певец и автор песен
- 22 сентября — Джоан Джетт — американская певица, музыкант и автор песен, вокалистка и гитаристка групп The Runaways и Joan Jett & the Blackhearts

### Октябрь
- 9 октября — Дмитрий Чернусь (ум. 2019) — советский и российский автор-исполнитель и продюсер
- 12 октября — Брин Меррик[англ.] (ум. 2015) — британский музыкант, бас-гитарист группы The Damned
- 27 октября — Саймон Ле Бон — британский певец и музыкант, вокалист группы Duran Duran

### Ноябрь
- 11 ноября — Тамара Кацы (ум. 1999) — советская и украинская певица, солистка ансамбля «Сартанские самоцветы»
- 14 ноября — Вадим Морозов (ум. 2020) — советский и российский художник, музыкант и изобретатель
- 29 ноября — Майкл Демпси[англ.] — британский музыкант и композитор, басист группы The Cure

### Декабрь
- 7 декабря — Игорь Браславский (ум. 2018) — советский и российский композитор и певец, солист группы «Доктор Ватсон»
- 12 декабря — Левон Варданян (ум. 2015) — советский и российский певец, гитарист и композитор
- 15 декабря — Ерулан Канапьянов — казахский композитор
- 17 декабря — Майк Миллз — американский музыкант, певец и композитор, бас-гитарист и клавишник группы R.E.M.
- 25 декабря — Константин Кинчев — советский и российский певец, музыкант и автор песен, вокалист группы «Алиса»
- 28 декабря — Джо Диффи (ум. 2020) — американский кантри-певец и автор-исполнитель

### Без точной даты
- Сергей Дружинин (ум. 2016) — советский и российский певец

## Скончались
- 1 января — Давид Брукман (58) — нидерландский и американский композитор и дирижёр
- 14 января — Витторе Венециани (79) — итальянский хоровой дирижёр и композитор
- 5 февраля — Лью Браун (64) — американский поэт-песенник
- 15 февраля — Ванда Бернгард (79) — российская и советская пианистка и музыкальный педагог польского происхождения
- 28 марта — Уильям Кристофер Хэнди (84) — американский блюзовый трубач, корнетист, аранжировщик и композитор
- 1 апреля — Альфред Брайан[англ.] (86) — канадский поэт-песенник
- 9 августа — Фелипе Боэро (74) — аргентинский композитор и музыкальный педагог
- 14 августа — Биг Билл Брунзи (55) — американский блюзовый певец, гитарист и автор песен
- 21 августа — Стеван Христич (73) — сербский композитор, дирижёр и педагог
- 25 августа — Лео Блех (87) ― немецкий дирижёр и композитор
- 13 сентября — Герард Бунк (70) — немецкий композитор и органист нидерландского происхождения
- 9 октября — Рудольф Бокельман (66) — немецкий оперный певец (баритон, бас-баритон)
- 3 ноября — Гарри Ревел[англ.] (52) — британский и американский композитор
- 6 декабря — Эрвин Бодки (62) — немецкий и американский клавесинист и музыковед
- 12 декабря — Лотар Брюне (58) — немецкий кинокомпозитор
- 24 декабря — Николас Бродский (53) — американский композитор и автор песен русского происхождения
- без точной даты
  - Паолина Альберти (89/90) — итальянская оперная певица (меццо-сопрано)
  - Иван Антоновский (64/65) — советский украинский дирижёр, бандурист и аранжировщик